# Erwin Rösener
Erwin Rösener, född 2 februari 1902 i Schwerte, död 4 september 1946 i Ljubljana, var en tysk Obergruppenführer och general i Waffen-SS och polisen. I egenskap av Högre SS- och polischef i "Alpenland" var han ansvarig för den nazistiska raspolitikens implementering i Untersteiermark, Kärnten och Krain. Han lät bland annat avrätta civilpersoner, partisaner och krigsfångar i Slovenien. Efter andra världskriget ställdes han inför rätta i Ljubljana och dömdes till döden för krigsförbrytelser.

## Befordringar i SS
- Truppführer: 4 november 1930
- Sturmführer: 18 februari 1931
- Sturmhauptführer: 21 december 1931
- Sturmbannführer: 30 januari 1933
- Obersturmbannführer: 9 november 1933
- Standartenführer: 12 maj 1934
- Oberführer: 13 september 1936
- Brigadeführer: 24 januari 1940
- Generalmajor der Polizei: 15 april 1941
- Gruppenführer und Generalleutnant der Polizei: 9 november 1941
- Obergruppenführer und General der Waffen-SS und Polizei: 1 juli 1944

### Webbkällor
- ”Erwin Rösener Personalia” (på engelska). TracesOfWar. https://www.tracesofwar.com/persons/13846/R%F6sener-Erwin.htm. Läst 16 juni 2013.
- Miller, Michael D. & Collins, Gareth. ”SS-Obergruppenführer und General der Polizei (M–Z)” (på engelska). Axis Biographical Research. Arkiverad från originalet den 16 juni 2013. https://www.webcitation.org/6HQ8IPa9Z?url=http://www.geocities.com/~orion47/SS-POLIZEI/SS-Ogruf_M-Z.html. Läst 16 juni 2013.